# Andorra na Letních olympijských hrách 2008
Andorra se v roce 2008 zúčastnila již osmnácté olympiády, z toho deváté letní. Reprezentovalo ji pět sportovců ve čtyřech sportech, žádný z nich však ve své soutěži výrazněji neuspěl.

## Atletika
- Antoni Bernado Planas
V maratonském běhu skončil na 58. místě s časem 2:26:29 (19:57 ztráty na vítěze).[2]
- Montserrat Pujol Joval
V šestém rozběhu první kvalifikace v běhu na 100 m skončila sedmá s časem 12,73 s, takže do dalších částí závodu nepostoupila.[3]

## Judo
- Daniel Garcia Gonzales, váhová kategorie do 66 kg
Podlehl v prvním kole Kubánci Arencibiaovi[4] a v opravách pak Egypťanovi El Hadymu.[5]

## Plavání
- Hocine Haciane Constantin
V rozplavbě polohového závodu na 400 m skončil 29. (v první rozplavbě poslední) s časem 4:32,00, a do finále tedy nepostoupil.[6]

## Vodní slalom
- Montserrat Garcia Riberaygua
V kvalifikaci skončila předposlední (20.) zejména kvůli minuté brance v prvním kole; do semifinále tedy nepostoupila.[7]